# Laucala
Laucala (lauˈðala, talvolta scritta Lauthala) è un'isola delle Figi situata poco ad est dell'isola di Taveuni. L'isola è proprietà privata e c'è anche un resort di lusso. L'isola ha una popolazione di circa 300 abitanti, per lo più impiegati nella coltivazione del cocco e nelle attività di supporto alla struttura turistica.

## Geografia e ambiente
L'isola, situata nei pressi della linea internazionale del cambio di data condivide la barriera corallina con le isole di Qamea e la più piccola isola di Matagi. Laucala è la più orientale delle tre isole, ha una superficie di circa 12 km² e misura circa 5 × 3 km.
Di origine vulcanica, nell'interno presenta alture collinari elevate circa 100 m s.l.m. dove si alternano vegetazione tropicale e subtropicale con ampie distese erbose. Le coste sono caratterizzate da spiagge di fine sabbia corallina bianca, in ampie baie protette dalla barriera corallina.

## Storia
L'isola venne scoperta nel 1643 da Abel Tasman. Nel 1874 il sovrano Seru Epenisa Cakobau la vendette agli europei dopo aver evacuato la popolazione rea, secondo il sovrano, di aver parteggiato con Enele Maʻafu, capo di Tonga, durante una guerra locale. Durante il periodo in cui le Figi erano una colonia del Regno Unito, è stata di proprietà di una famiglia britannica.
Nel 1972 venne acquistata dal miliardario americano Malcolm Forbes e fu ribattezzata Forbes Island; alla sua morte le sue ceneri vennero interrate sull'isola. Dopo la morte di Malcolm Forbes, i figli nel 2003 l'hanno venduta al miliardario Dietrich Mateschitz, che vi ha apportato numerose modifiche trasformandola in un resort di lusso inaugurato nel 2008 e chiamato Laucala Island Resort, facente parte dei The Leading Hotels of the World. Il resort è costituito da 25 ville costruite su modello dei bure, le tipiche abitazioni di Figi, e dispone inoltre di 5 ristoranti, un campo da golf ed una pista di atterraggio. Le strutture sono state costruite con materiali locali e secondo criteri di sostenibilità.